# Malacosoma alpicolum
Malacosoma alpicolum là một loài bướm đêm thuộc họ Lasiocampidae. Loài này được tìm thấ ở miền nam và khu vực miền trung của Anpơ.
Sải cánh dài 18–34 mm. Con trưởng thành bay từ tháng 7 đến tháng 8.
Ấu trùng ăn nhiều loài cây, bao gồm Rosaceae, Alchemilla alpina, Potentilla aurea, Filipendula ulmaria, Rubus fruticosus và Euphorbia cyparissias.

## Hình ảnh

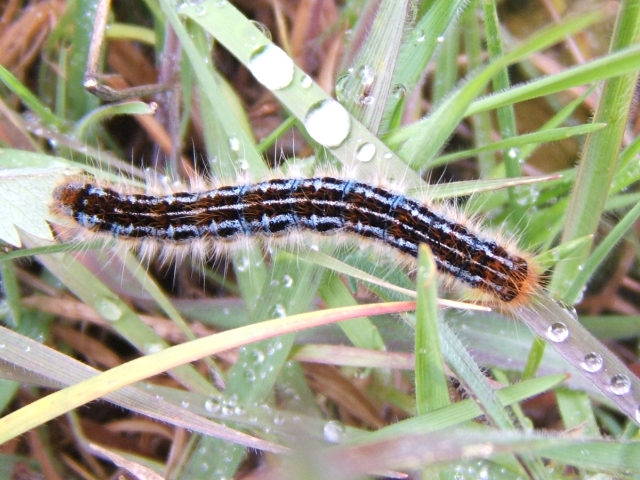
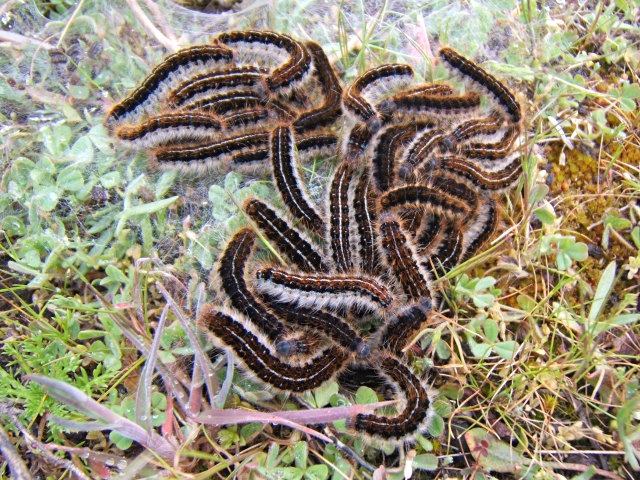
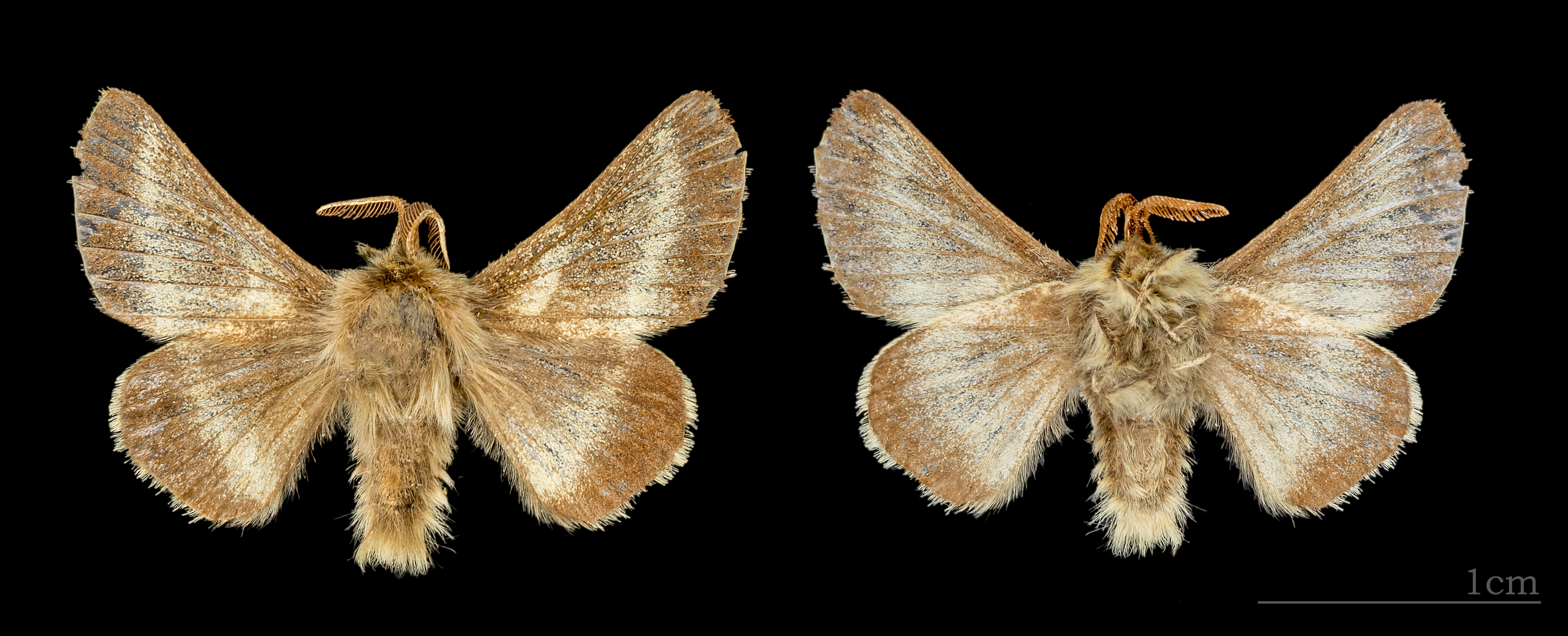